# Amomum foetidum
Amomum foetidum là một loài thực vật có hoa trong họ Gừng. Loài này được Thawatphong Boonma và Surapon Saensouk mô tả khoa học đầu tiên năm 2020.

## Từ nguyên
Tính từ định danh "foetidum" có nguồn gốc từ tiếng Latinh dùng để chỉ mùi hăng mà loài thực vật này phát ra tương tự như mùi của bọ xít hại nhãn vải (Tessaratoma papillosa) khi ngửi gần hoa của nó hoặc nghiền nát phần này của cây.

## Phân bố
Loài này có ở tỉnh Sakon Nakhon, đông bắc Thái Lan và chủ yếu được trồng tại đông bắc Thái Lan.

## Mô tả
Cây thảo thân rễ cao tới 60 cm, tất cả các bộ phận đều có mùi hôi giống mùi của bọ xít. Thân rễ bò lan, bên trong màu trắng (khi còn tươi) với các sợi, đường kính 1,0–1,5 cm. Các vảy bao hình trứng, dài 2,5–3,0 cm và rộng 2,5–3,5 cm ở gốc, màu trắng khi non và chuyển thành nâu khi già, nhẵn nhụi. Rễ chùm, đường kính 1,5–2,2 mm. Bẹ 2–3, dài 5–12 cm, đỉnh có mấu nhọn, nhẵn nhụi, màu xanh lục. Các bẹ lá xếp thành hai dãy, dài 10–19 cm, nhẵn nhụi, màu xanh lục. Lưỡi bẹ 3–3,5 x 3–3,5 mm, hai thùy với sự phân chia sâu khoảng 4,5 mm, đỉnh thuôn tròn với mép có lông rung, nhẵn nhụi, màu xanh lục.
Cuống lá dài 0,6–8,0 cm, đường kính khoảng 4,6 × 6,4 mm, mép nguyên, nhẵn nhụi, màu xanh lục. Chồi lá 4–8 lá. Phiến lá từ hình mác ngược đến hình elip hẹp, dài (18–)24–40 cm và rộng (7–)9–12 cm, đỉnh hình đuôi dài 1,5–3,3 cm, gốc men xuống, mép nhẵn nhụi trừ 1/3 mép của chóp lá với các lông nhọn dài khoảng 0,25 mm, thò ra từ mép và cả hai mép của chóp lá ở đỉnh cuộn vào trong, xoăn gấp nếp, mặt gần trục màu lục sẫm với các đường gân nổi rõ, mặt xa trục màu lục, cả hai mặt đều nhẵn nhụi. Cụm hoa ở bên sinh ra từ gốc của chồi lá. Cuống dài tới 8 cm và đường kính 5,5–6,5 mm, được bao phủ bởi các lá bắc màu trắng dài 2–3 cm, 4-7 lá bắc hữu sinh. Lá bắc hình trứng, dài khoảng 2,5 cm và rộng 1,5–1,8 cm, đỉnh nhọn, màu trắng (ngầm dưới đất) hoặc xanh lục (trên mặt đất) sau đó chuyển thành màu nâu khi già, nhẵn nhụi. Lá bắc con hình tam giác, dài khoảng 9,8 mm và rộng khoảng 3,8 mm, đỉnh nhọn, màu trắng mờ, nhẵn nhụi cả hai mặt với mép nguyên. Hoa dài 5,5–6,2 cm; đài hoa hình ống, màu trắng mờ đến lục nhạt với chóp màu lục, đỉnh 3 răng và khía sâu ở một bên dài 1,2–1,4 mm, nhẵn nhụi, trừ một chút lông hơi ngắn ở đỉnh. Ống tràng hoa màu trắng với đỉnh màu vàng nhạt, dài 2,9–3,8 cm và đường kính 2,0–2,8 mm, nhẵn nhụi; thùy tràng ở lưng hình trứng hẹp, dài 1,8–2,0 cm và rộng 0,8–1,0 cm, màu trắng nửa trong mờ với màu lục nhạt ánh vàng ở đỉnh, đỉnh tù vớp nắp khoảng 3,3 × 3,5 mm, nhẵn nhụi cả hai mặt; các thùy tràng ở bên hình trứng hẹp, dài 16–18 mm và rộng 5–7 mm, màu trắng nửa trong mờ với màu vàng rất nhạt ở đỉnh, đỉnh tù, cả hai mặt nhẵn nhụi; cánh giữa môi dưới hình trứng ngược, dài khoảng 21,2 mm, rộng khoảng 17,5 mm, màu trắng với mảng màu vàng ở trung tâm và trải rộng đến đỉnh và hai vạch đỏ ở cả hai bên của sọc màu vàng từ gốc đến giữa nửa chiều dài của cánh môi, vạch đỏ dài 13,8–14,5 mm và rộng khoảng 1 mm, nhẵn nhụi cả hai mặt; không có nhị lép ở bên. Nhị dài 13,9–14,5 mm; chỉ nhị dài 4–5 mm, rộng 2,6–2,9 mm ở gốc và rộng 3,7–4,0 mm ở đỉnh, màu trắng với màu vàng nhạt ở gốc, nhẵn nhụi cả hai mặt; bao phấn dài 9,5-9,8 mm bao gồm cả mào; mô vỏ bao phấn dài khoảng 4,7 mm, màu vàng nhạt nhạt; mào bao phấn dài 5,0–5,1 mm và rộng 5,0-5,5 mm, màu trắng với vàng nhạt ở mặt ngoài và mép, hình gần như hình chữ nhật, đỉnh cụt và đáy lõm, cả hai mặt nhẵn nhụi. Tuyến trên bầu 2, dài khoảng 6 mm, mỗi tuyến đường kính khoảng 1,3 mm, màu vàng. Bầu nhụy đường kính khoảng 3,8 mm và dài khoảng 3,9 mm, hình phỏng cầu dài, màu vàng nhạt, nhẵn nhụi. Vòi nhụy màu trắng, nhẵn nhụi. Đầu nhụy khoảng 2,65 × 2,67 mm, hình phễu với ba thùy không rõ ràng ở đỉnh, có lông rung. Không thấy quả. Thời kỳ ra hoa từ tháng 12 đến tháng 3.
Loài này có quan hệ họ hàng gần với A. cinnamomeum và A. curtisii, nhưng có thể được phân biệt với các loài này ở chỗ mép lá của A. foetidum nhẵn nhụi trừ 1/3 mép của chóp lá có lông nhọn dài khoảng 0,25 mm, thò ra từ mép và cả hai mép của lá ở đỉnh đều cuộn trong trong khi của A. curtisii nhẵn nhụi và của A. cinnamomeum có một vài răng nhỏ nhọn cách đều nhau ở đỉnh. Màu sắc đài hoa của A. foetidum là từ trắng mờ đến lục nhạt với màu xanh lục ở đỉnh còn A. curtisii màu trắng và A. cinnamomeum là màu trắng kem trong mờ. Xét về sự tồn tại của các nhị lép ở bên, A. curtisii là loài duy nhất trong ba loài này có các nhị lép ngắn ở bên trong khi A. cinnamomeum và A. foetidum không có. Cánh môi của A. cinnamomeum rậm lông ở trung tâm trong nửa dưới làm cho nó khác với A. foetidum. Ngoài ra, bầu nhụy của A. cinnamomeum hình trụ, màu lục nhạt pha chút hồng và có lông măng nhưng bầu nhụy của A. foetidum là hình phỏng cầu dài, màu vàng nhạt và nhẵn nhụi. Các tuyến trên bầu của A.foetidum dài khoảng 6 mm trong khi của A. cinnamomeum dài khoảng 3 mm và của A. curtisii dài khoảng 3,5–4 mm.

## Sử dụng
Loài này được biết đến nhiều với tên gọi "Mangkhang", một từ trong tiếng Isan - phương ngữ tại vùng đông bắc Thái Lan dùng để gọi bọ xít hại nhãn vải (T. papillosa – một loài côn trùng trong họ Tessaratomidae). Thông thường, người Isan sử dụng loài bọ xít này để chế biến món ăn bằng cách rang hoặc nướng và phổ biến nhất là sử dụng làm một loại tương ớt gọi là "Jaew-Mangkhang" để dùng với cơm nếp. Vì mọi bộ phận của loài sa nhân này đều có mùi hăng như mùi của loài bọ xít này, nên từ "Mangkhang" cũng được dùng để gọi loài cây này. Nó cũng được dùng để thay thế bọ xít hại nhãn vải trong việc chế biến món ăn, do dễ kiếm quanh năm trong khi bọ xít hại nhãn vải chỉ dễ kiếm vào mùa xuân.